# A doua epocă elisabetană

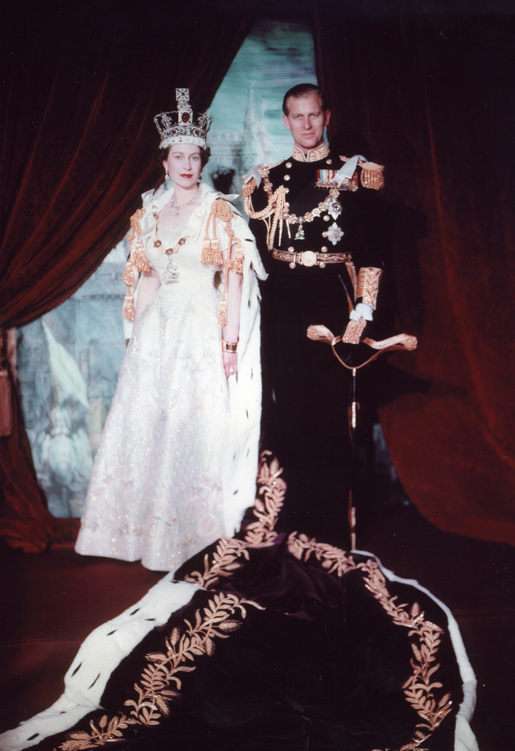
Elisabeta a II-a și Philip la încoronarea din 1953

A două epocă Elisabetană a fost o perioadă asociată cu domnia reginei Elisabeta a II-a (6 februarie 1952 - 8 septembrie 2022) și este adesea considerat a fi o epocă de pace și boom economic din istoria britanică, marcată însă de război rece, terorism (Atentatele din 7 iulie 2005 de la Londra), crize economice (Marea Recesiune din 2007-2008, inflația din anii 1980, recesiunea pandemică din anii 2020) , disputele privind imigrația care au dus la Brexit, schimbările climatice și pandemii (HIV/SIDA, gripa porcină, COVID-19, Variola maimuței). 
În timpul domniei sale, Marea Britanie a aderat la Uniunea Europeană și s-a retras din aceasta.
Între încoronarea ei în iunie 1952 și trecerea în neființă în septembrie 2022, domnia reginei Elisabeta a II-a a cuprins nenumărate progrese în știință și tehnologie. În ultimii 70 de ani, călătoriile au devenit mai rapide și posibile pe distanțe îndelungate, telecomunicațiile au luat amploare și s-a dezvoltat o mai bună înțelegere a funcționării interioare a corpului uman și a stării precare a mediului înconjurător datorată poluării. Marea Britanie a devenit, de asemenea, o putere nucleară ce deține arme atomice și s-a implicat în multe conflicte, în mod direct sau indirect: Războiul din Coreea, Criza Suezului, Problema irlandeză, Războaiele codului, Războiul Malvinelor, Războiul din Golf, Războiul din Afganistan, Războiul din Irak, Războiul Civil Libian, Intervenția militară internațională împotriva Statului Islamic și Războiul ruso-ucrainean. 
Când Elisabeta a II-a a moștenit coroana după moartea tatălui ei, George al VI-lea , în 1952, filmele și emisiunile TV erau produse în mare parte în alb și negru. Vânzările de televiziune color au depășit vânzările alb-negru doar 20 de ani mai târziu, în 1972. Personajul James Bond a devenit unul iconic al cinematografiei britanice. 
Formațiile vremii ca  Beatles și Queen au devenit faimoase pentru muzica pop și rock. 
În timpul domniei sale de 70 de ani, Elisabeta a fost martoră la schimbarea tendințelor nu numai în divertisment, ci și în multe alte părți ale culturii și societății britanice, de la feminism și războaie culturale la LGBTQIA+.
În anii 1960 și 70, mișcările naționaliste de independență au contribuit la decolonizarea pe scară largă a posesiunilor britanice. Imperiului Britanic , despre care, se spunea că  în acesta „ soarele nu apunea niciodată”, se transformase în Commonwealth , o asociere liberă a statelor suverane pentru care monarhul britanic era doar șef simbolic.